# IBM System/32
El IBM System/32 (IBM 5320), introducido en enero de 1975, era una computadora de gama media con pantalla integrada, unidades de disco, impresora y software de informe de base de datos. Fue utilizado principalmente por pequeñas y medianas empresas para aplicaciones de contabilidad. El RPG II era el lenguaje de programación principal para la máquina.

## Resumen

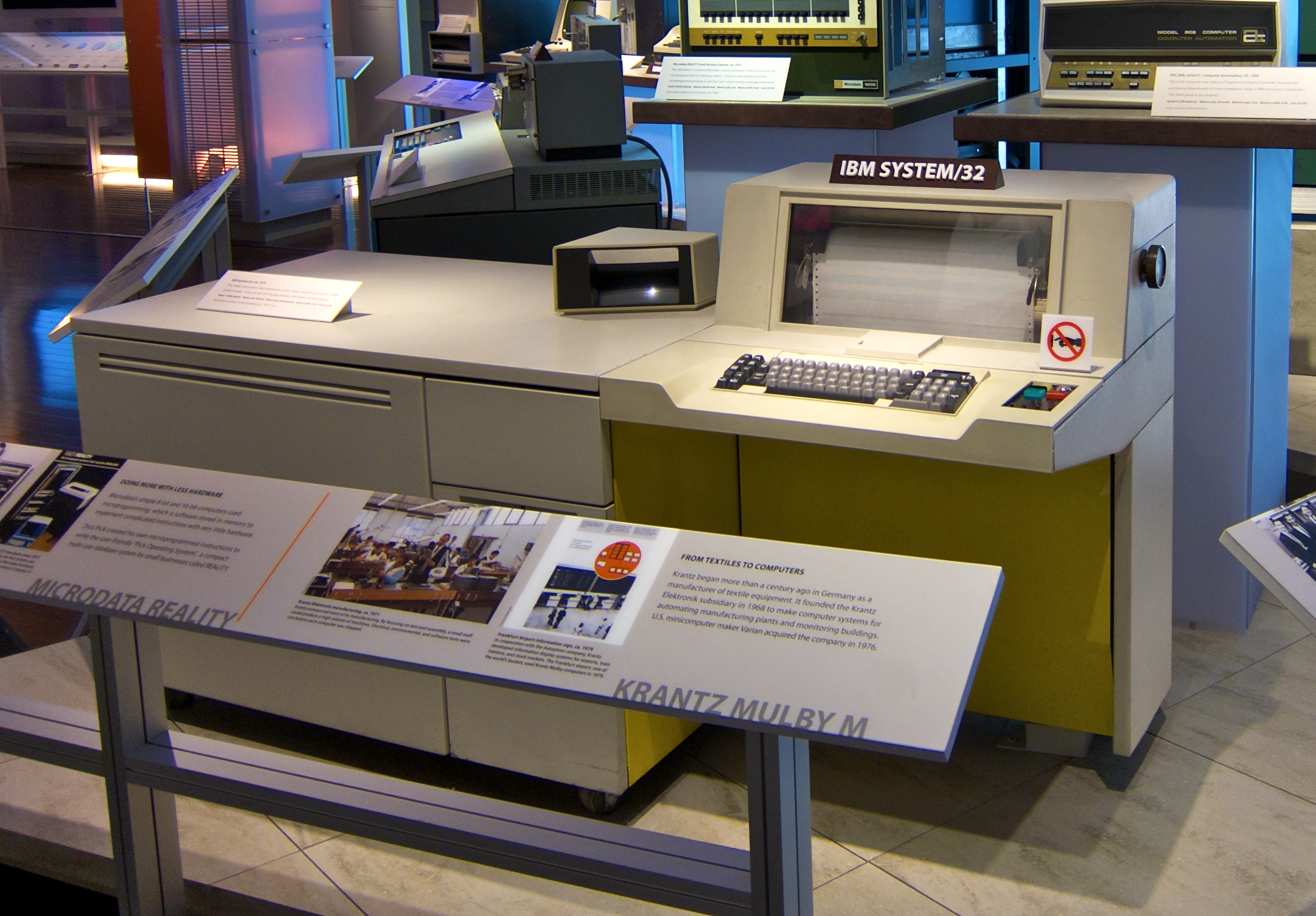
IBM System/32 en el Museo de Historia de la Computación

El System/32 de 16 bits y monousuario, también conocido como IBM 5320, se introdujo en 1975 y fue el sucesor del IBM System/3 modelo 6 en la línea de gama media de IBM. IBM lo describió como «el primer sistema en incorporar hardware y software de aplicación integral». The New York Times describió el 32 como «una computadora compacta para usuarios primerizos con poca o ninguna experiencia en programación de computadoras» En 40 meses, el «System/32 había superado a IBM System/3 como la computadora IBM más instalada».
La computadora parecía un escritorio de oficina grande con una pantalla muy pequeña de seis líneas por cuarenta caracteres y un teclado similar al de una perforadora de tarjetas de IBM. Con la apariencia de un escritorio computarizado, el System/32 fue apodado el «escritorio biónico» en honor a El hombre de los seis millones de dólares (El Hombre Biónico), un popular programa de televisión estadounidense cuando se introdujo la computadora en 1975. El 32 tenía una impresora de línea incorporada, que miraba directamente al operador cuando estaba sentado, y podía imprimir informes, notas, estados de cuenta, etiquetas de dirección, etc.
Se introdujo el 7 de enero de 1975 y se retiró del mercado el 17 de octubre de 1984. La migración al IBM System/34 fue generalmente simple porque el código fuente era compatible y los programas solo necesitaban una recompilación.

## Procesador
El System/32 incluía un procesador de 16 bits con un tiempo de ciclo de 200 ns conocido como Procesador de almacenamiento de control (CSP). Mientras que System/3 usaba un procesador cableado, System/32 implementó el conjunto de instrucciones System/3 en microcódigo. El procesador System/32 utilizó un formato de microcódigo vertical, con cada microinstrucción ocupando 16 bits de almacenamiento de control. Había 19 códigos de operación de microinstrucciones diferentes, sin embargo, ciertas microinstrucciones podían realizar diferentes operaciones dependiendo de qué bits se configuraron en el resto de la microinstrucción, con el resultado de que había alrededor de 70 operaciones distintas disponibles. También estaba disponible un conjunto opcional de Macroinstrucciones Científicas, que se utilizaron para admitir un compilador Fortran implementando soporte para coma flotante aritmética en microcódigo. Algunos ingenieros de IBM, incluido Glenn Henry y Frank Soltis, han descrito retrospectivamente al microcódigo del System/32 como si se asemejara a un conjunto de instrucciones RISC.
El rendimiento de la emulación System/3 fue deficiente, lo que llevó a IBM a implementar partes críticas de rendimiento del sistema operativo SCP directamente en microcódigo. Los últimos sistemas System/34 y System/36 abordaron este problema utilizando dos procesadores diferentes: la arquitectura System/32 CSP se usó exclusivamente para el sistema operativo, el control de E/S y el código de coma flotante, mientras que el código de usuario se ejecutó en el «Procesador de almacenamiento principal» (MSP) que implementó el conjunto de instrucciones System/3 directamente en el hardware sin microcódigo. El uso de microcódigo para implementar la emulación del conjunto de instrucciones, así como los componentes del sistema operativo críticos para el rendimiento, tuvo cierta influencia en el diseño de las capas de microcódigo en el posterior System/38.

## Memoria/almacenamiento
Tenía 16, 24 o 32 kilobytes de memoria principal y 4 u 8 kilobytes de almacenamiento de control. El almacenamiento de control más grande era un extra opcional y se necesitaba para soportar el conjunto de instrucciones científicas.
Un solo disco duro estaba disponible en uno de tres tamaños, de 5 MB, 9 MB o 13 MB. El sistema incluía una unidad de disquete de ocho pulgadas que también podía leer disquetes de la familia IBM 3740. Solo se utilizó un lado del disquete de 77 pistas. Cada pista contenía 26 sectores de 128 bytes. IBM ofreció un formato extendido y permitió 512 bytes por sector. Aun así, eso condujo a un disquete de 8 pulgadas que contenía menos de un tercio de un megabyte.

## Operador del sistema/32
Al ingresar datos de entrada, el operador estaría viendo la pantalla de caracteres, que también era común a la familia IBM 3740 de entrada de datos a disquete de esa época.
No se requería un especialista en computación para la operación del Sistema/32.

## Software del sistema
Algunos términos asociados con el software del System/32 incluyen:
- SCP (Programa de Control del Sistema) el sistema operativo del System/32.[14]
- SEU (Source Entry Utility, el editor de programación).
- DFU (Utilidad de Archivo de Datos, un generador de consultas e informes).[15]
- OCL (Lenguaje de Control de Operaciones, el lenguaje de línea de comandos).
- #LIBRARY (el directorio o partición de disco en el que se almacenaba el código ejecutable).

### Fotografías
- System/32
- vista frontal de un S/32 con un panel abierto
- vista trasera de un S/32 con ambos paneles abiertos
- Imagen grande del IBM 5320

- Esta obra contiene una traducción  derivada de «IBM System/32» de Wikipedia en inglés, publicada por sus editores bajo la Licencia de documentación libre de GNU y la Licencia Creative Commons Atribución-CompartirIgual 4.0 Internacional.

- Datos: Q1632504
- Multimedia: IBM System/32 / Q1632504